# Hadim Hasan Pacha
Hadım Hasan Pacha (mort le 9 avril 1598 à  Constantinople) fut  un homme d'état Ottoman
et un grand-vizir du 3 novembre 1597 à sa mort.
Sans doute d'origine albanaise et issu du dervichme  il fut gouverneur de l'Égypte ottomane de 1580 et 1583 avant de  devenir grand vizir.